# Presidential Medal of Freedom

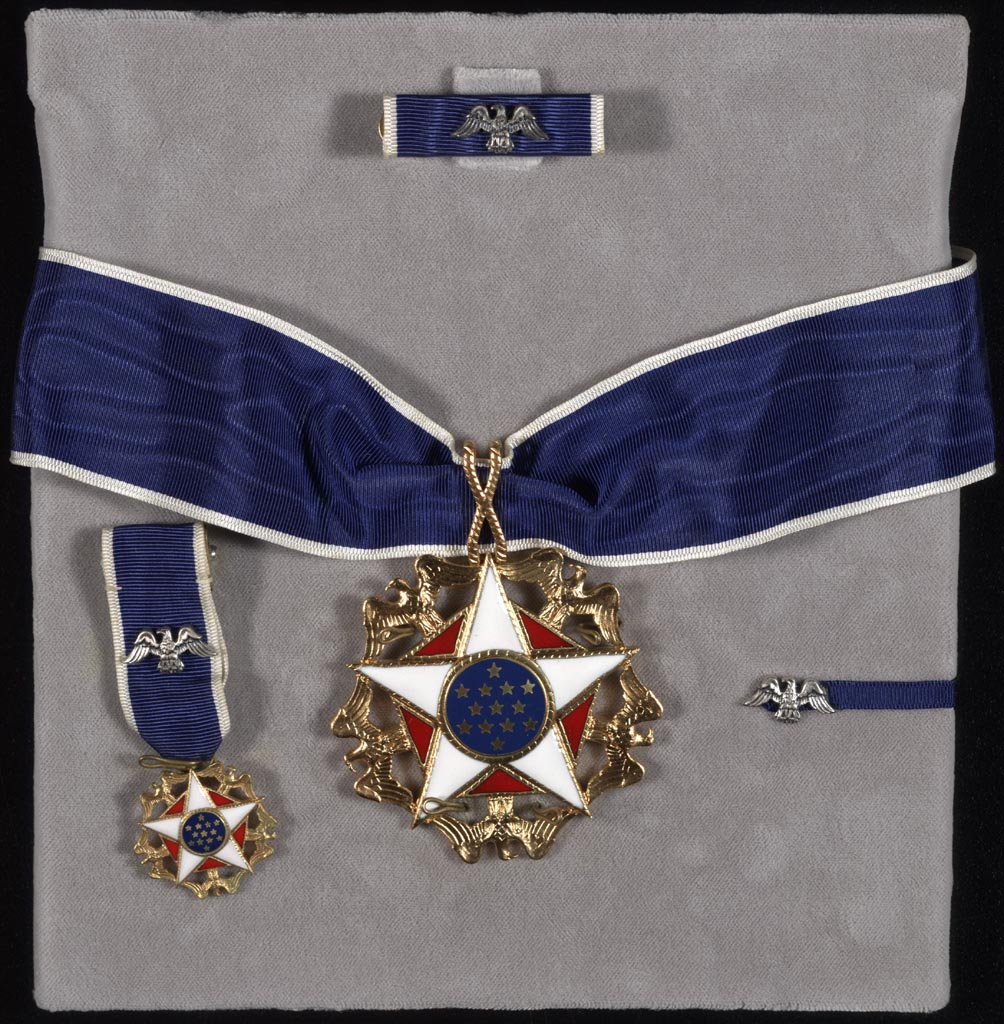
Die Freiheitsmedaille des Präsidenten seit 1963, Halsbandorden mit Zubehör: Bandschnalle (oben), kleine Ausführung (links), Anstecknadel (rechts)

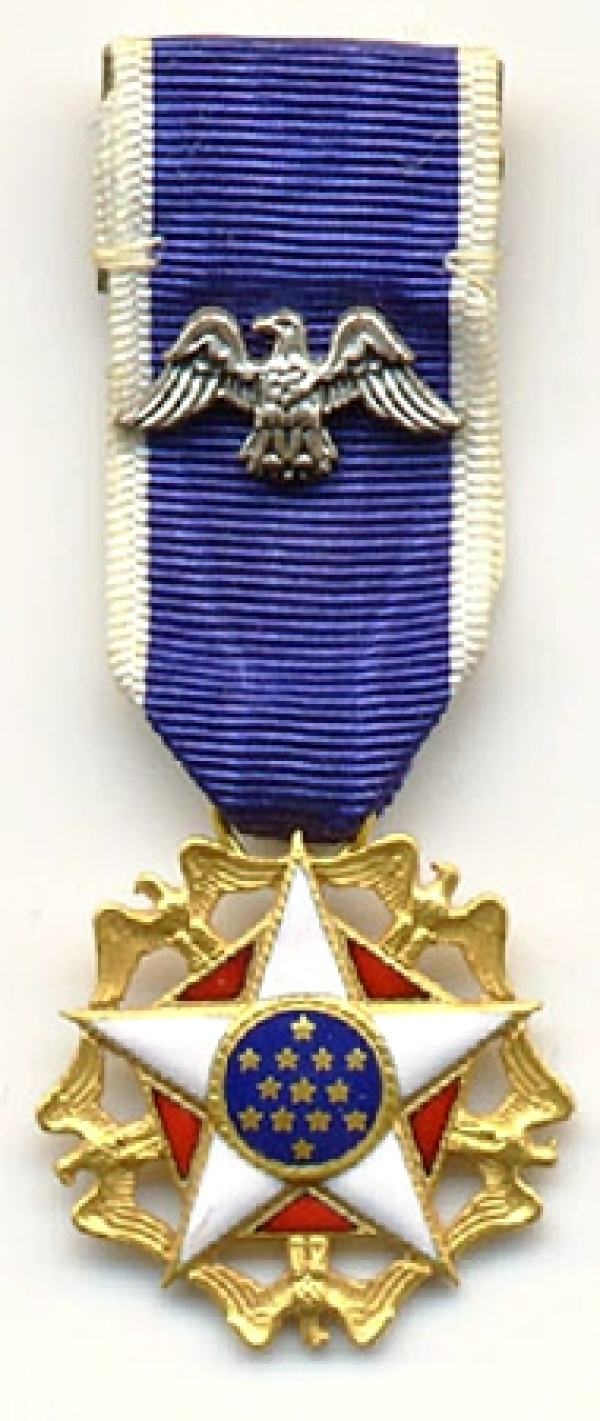
Die Freiheitsmedaille des Präsidenten, kleine Ausführung

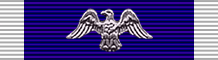
Bandschnalle

Die Presidential Medal of Freedom (deutsch Freiheitsmedaille des Präsidenten) ist neben der gleichrangigen Congressional Gold Medal eine der beiden höchsten zivilen Auszeichnungen der Vereinigten Staaten von Amerika.

## Geschichte
Die heutige Presidential Medal of Freedom entstand am 22. Februar 1963, als Präsident John F. Kennedy sie unter diesem Namen neu stiftete. Ihre direkte Vorgängerin war die Medal of Freedom, die 1945 durch Harry S. Truman geschaffen worden war, um verdiente Personen des öffentlichen Dienstes während des Zweiten Weltkrieges zu ehren.
Die Auszeichnung kann sowohl mehrfach an eine Person als auch postum vergeben werden.

## Gestaltung
Ein fünfzackiger goldener Stern, weiß emailliert, auf einem roten Fünfeck (als Trägerkissen). In der Mitte eine blaue Scheibe mit den 13 goldenen Sternen des US-Wappens. Der Stern wird von einem Ring aus fünf goldenen Wappenadlern gefasst.
Getragen wird der Orden am Hals mit einem tiefblauen Band mit zwei feinen weißen Randstreifen. Die Schleife wird von einem silbernen Wappenadler auf dem Band zusammengefasst.

## Verleihungsstufen
Die Auszeichnung wird als Presidential Medal of Freedom als Halsorden sowie in zwei höherwertigen Ordensstufen verliehen, nämlich als Presidential Medal of Freedom with Distinction und Presidential Medal of Freedom, with Military Distinction. Sie unterscheiden sich im Wesentlichen durch einen goldenen Adler und Sterne auf dem Band.

## Träger
Die folgende Aufstellung enthält chronologisch die Empfänger dieser Verdienstauszeichnung (Mit * gekennzeichnete Personen erhielten die Presidential Medal of Freedom with Distinction.):
- 1963: Marian Anderson – Pablo Casals – Genevieve Caulfield – John Franklin Enders – Karl Holton – Robert J. H. Kiphuth – Edwin Herbert Land – Herbert H. Lehman – J. Clifford MacDonald – George Meany – Alexander Meiklejohn – Ludwig Mies van der Rohe – Clarence B. Randall – Rudolf Serkin – Edward Steichen – George W. Taylor – Alan T. Waterman – Mark S. Watson – Annie Dodge Wauneka – Elwyn Brooks White – Edmund Wilson – Thornton Wilder – Andrew Wyeth – Ellsworth Bunker* – Ralph Bunche* – James Bryant Conant* – Luis Muñoz Marín* – Robert A. Lovett* – Jean Monnet* – Felix Frankfurter* – John Jay McCloy*
- 1963: Johannes XXIII. (postum) – John F. Kennedy (postum)
- 1964: Dean Acheson* – Detlev Wulf Bronk – Aaron Copland – Willem de Kooning – Walt Disney – J. Frank Dobie – Lena Frances Edwards – T. S. Eliot – John W. Gardner – Theodore Hesburgh – Clarence Johnson – Frederick Kappel – Helen Keller – John L. Lewis – Walter Lippmann – Alfred Lunt – Lynn Fontanne – Ralph McGill – Samuel Eliot Morison – Lewis Mumford – Edward R. Murrow* – Reinhold Niebuhr – Leontyne Price – Asa Philip Randolph – Carl Sandburg – John Steinbeck – Helen Brooke Taussig – Carl Vinson* – Thomas J. Watson – Paul Dudley White
- 1967: Ellsworth Bunker* (nach 1963 zum zweiten Mal) – Eugene M. Locke – Robert Komer
- 1968: Robert McNamara – James Edwin Webb
- 1969: Dean Rusk* – Eugene Black – Clark M. Clifford* – W. Averell Harriman* – Cyrus Vance – Michael Ellis DeBakey – David Dubinsky – Henry Ford II – Ralph Ellison – Bob Hope – Edgar Kaiser – Mary Woodard Lasker – Gregory Peck – Laurance Rockefeller – Walt Whitman Rostow – Merriman Smith – William S. White – Roy Wilkins – Whitney Young – McGeorge Bundy – John Macy
- 1969: Duke Ellington – Neil Armstrong* – Buzz Aldrin* – Michael Collins*
- 1970: Eugene Ormandy – Jim Lovell – Fred Haise – Jack Swigert – Earl Charles Behrens – Edward T. Folliard – Bill Henry – Arthur Krock – David Lawrence – George Gould Lincoln – Raymond Moley – Adela Rogers St. Johns – Apollo 13 Mission Operations Team
- 1971: Samuel Goldwyn – William J. Hopkins – Lena Frances Edwards
- 1972: DeWitt Wallace – Lila Acheson Wallace – John Paul Vann
- 1973: John Ford – William P. Rogers
- 1974: Melvin R. Laird – Paul G. Hoffman – Charles LeRoy Lowman
- 1976: David K. E. Bruce* – Artur Rubinstein* – Jesse Owens – Martha Graham*
- 1977: Iorwith Wilbur Abel – John Bardeen – Irving Berlin – Norman Borlaug – Omar N. Bradley – Arleigh Burke – Alexander Calder – Bruce Catton – Joe DiMaggio – Ariel Durant – Will Durant – Arthur Fiedler – Henry Friendly – Lady Bird Johnson – Archibald MacLeish – James A. Michener – Georgia O’Keeffe – Nelson Rockefeller – Norman Rockwell – Catherine Filene Shouse – Lowell Thomas – James Watson
- 1977: Donald Rumsfeld – Henry Kissinger – Martin Luther King (postum) – Jonas Salk
- 1978: Arthur Goldberg
- 1979: Margaret Mead
- 1980: Ansel Adams – Rachel Carson (postum) – Lucia Chase – Hubert H. Humphrey – Iakovos – Lyndon B. Johnson (postum) – Clarence Mitchell – Roger Tory Peterson – Hyman Rickover – Beverly Sills – Robert Penn Warren – John Wayne (postum) – Eudora Welty – Tennessee Williams – Horace M. Albright
- 1981: Harold Brown – Zbigniew Brzeziński – Warren Christopher – Walter Cronkite – Kirk Douglas – Margaret McNamara – Karl Menninger – Edmund Muskie – Esther Peterson – Gerard C. Smith – Robert Schwarz Strauss – Elbert Tuttle – Earl Warren (postum) – Roger Nash Baldwin – Andrew Young
- 1981: Tex Thornton – Morris I. Leibman – Walter Henry Judd – Bryce Harlow – Ella T. Grasso – Eubie Blake
- 1982: Philip Habib – Kate Smith
- 1983: George Balanchine – Bear Bryant – James Burnham – James E. Cheek – Richard Buckminster Fuller – Billy Graham – Eric Hoffer – Clare Boothe Luce – Dumas Malone – Mabel Mercer – Simon Ramo – Jacob K. Javits
- 1984: Carlos P. Rómulo – Howard Baker – James Cagney – Whittaker Chambers – Leo Cherne – Denton Cooley – Tennessee Ernie Ford – Hector P. Garcia – Andrew J. Goodpaster – Lincoln Kirstein – Louis L’Amour – Norman Vincent Peale – Jackie Robinson – Anwar as-Sadat (postum) – Eunice Kennedy-Shriver – Terence Cooke – Joseph Luns – Henry M. Jackson (postum)
- 1985: Count Basie (postum) – Jacques Cousteau – Jerome H. Holland (postum) – Sidney Hook – Jeane Kirkpatrick – George Low – Frank Reynolds (postum) – Sidney Dillon Ripley – Mutter Teresa – Frank Sinatra – James Stewart – Albert Wedemeyer – Chuck Yeager – Paul Nitze – Roberta Wohlstetter – Albert Wohlstetter – Juan Trippe? (postum)

Mutter Teresa am 23. Mai 1985
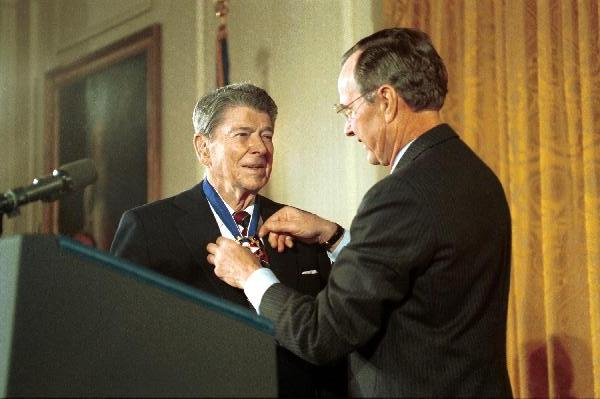
Ronald Reagan am 13. Januar 1993
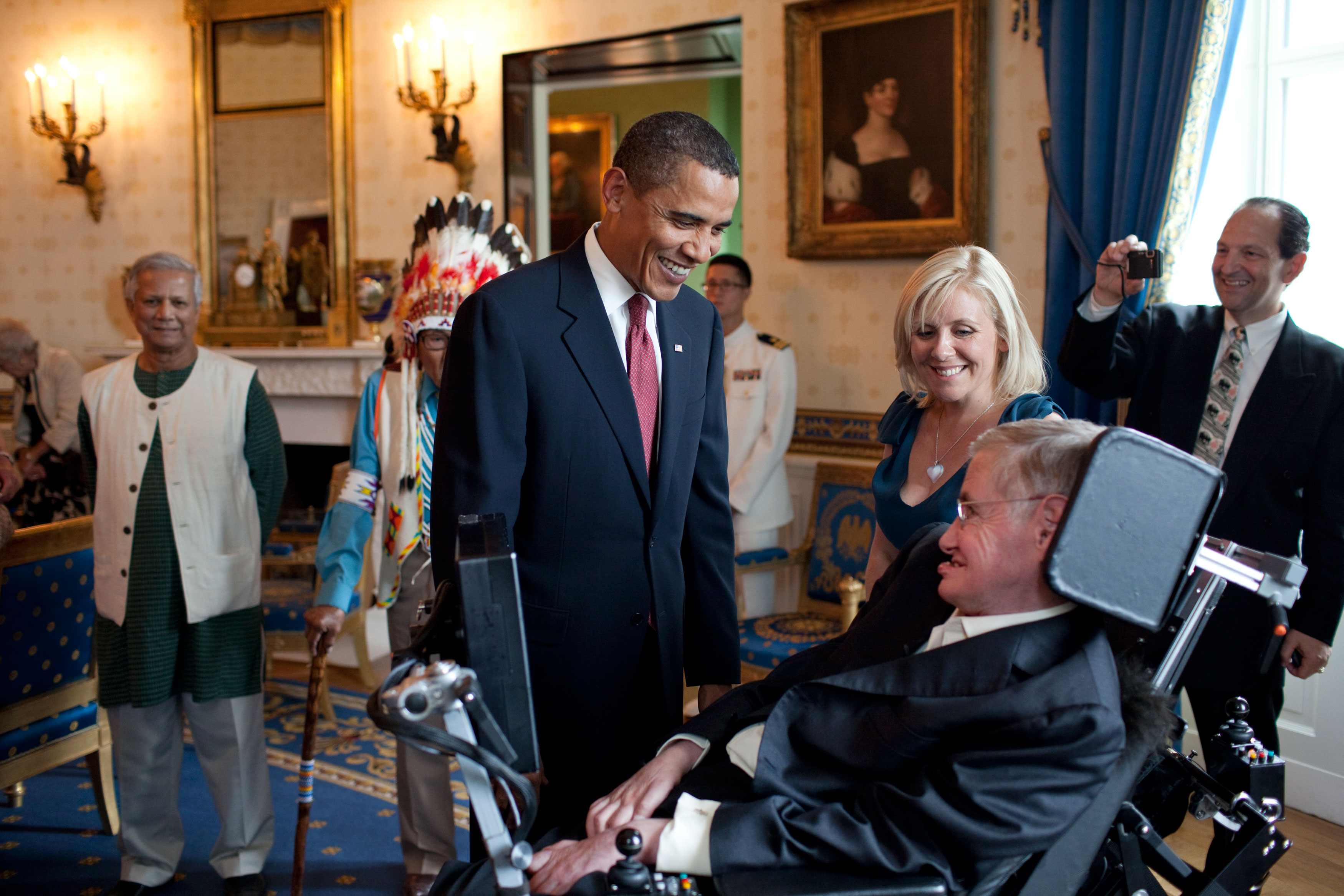
Stephen Hawking am 12. August 2009
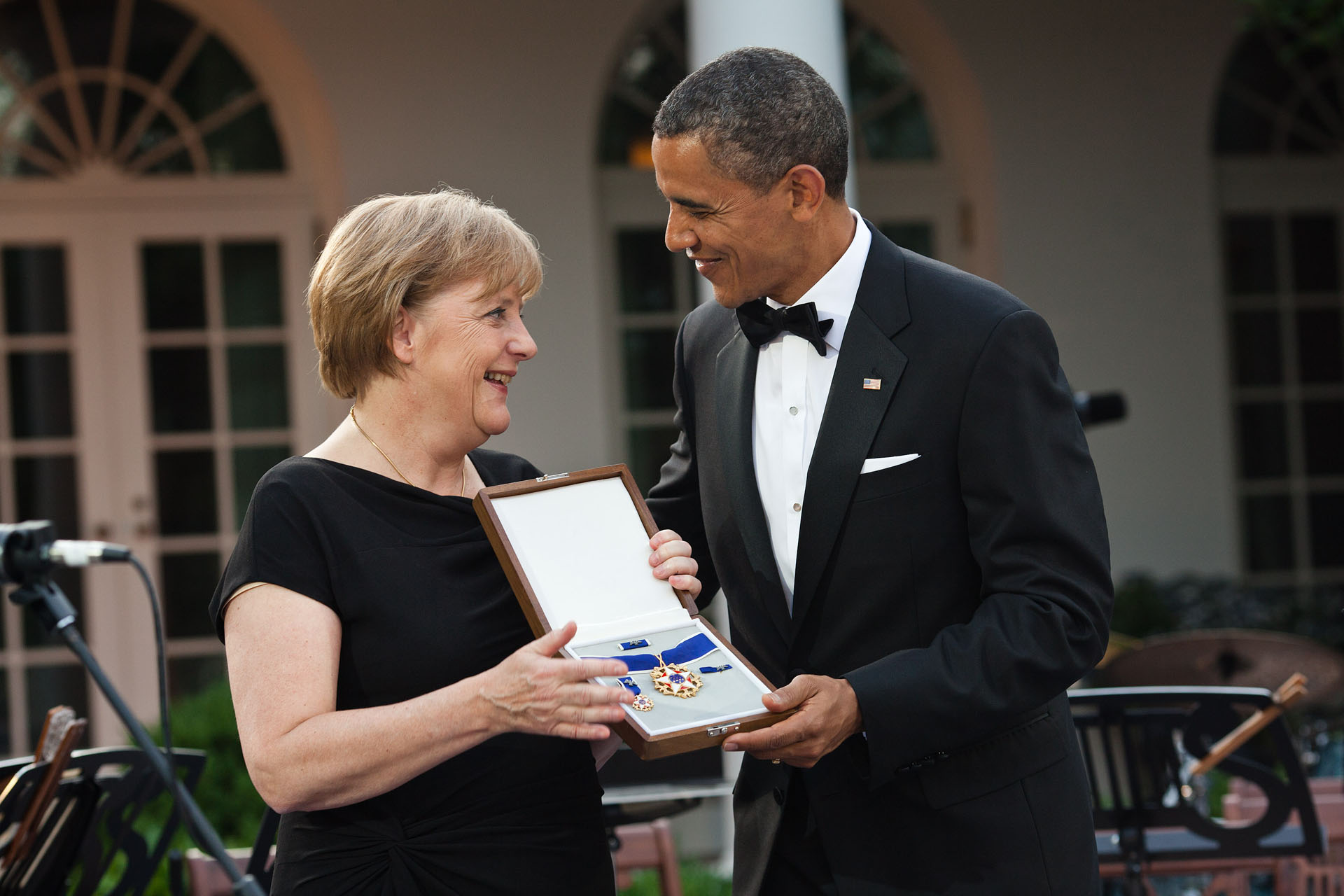
Angela Merkel am 7. Juni 2011

- 1986: Walter Annenberg – Earl Blaik – Barry Goldwater – Helen Hayes MacArthur – Matthew B. Ridgway – Vermont C. Royster – Albert Sabin – Vladimir Horowitz – Joseph Rochefort? (postum)
- 1987: Anne Armstrong – Morris Childs – Justin Whitlock Dart Senior (postum) – Danny Kaye – Lyman Lemnitzer – John McCone – Frederick D. Patterson – Nathan Perlmutter – Mstislaw Rostropowitsch – William B. Walsh – Meredith Willson – Irving Kaufman – Caspar Weinberger*
- 1988: Roger L. Stevens – Peter Carington – Malcolm Baldrige (postum) – Pearl Bailey – Irving Brown – Warren E. Burger – Milton Friedman – Jean MacArthur – John Willard Marriott – David Packard
- 1989: Mike Mansfield – George P. Shultz
- 1989: Claude Pepper – James Doolittle – George Kennan – Margaret Chase Smith – C. Douglas Dillon – Lucille Ball – Lech Wałęsa
- 1990: Walker Hancock
- 1991: Margaret Thatcher – Norman Schwarzkopf – Colin Powell – James Baker – Dick Cheney – Brent Scowcroft – William F. Buckley – Leon Sullivan – Russell E. Train – Ted Williams – Betty Ford – Tip O’Neill – Luis A. Ferré – Hanna Holborn Gray – Vernon A. Walters – Friedrich August von Hayek – Javier Pérez de Cuéllar
- 1992: Sam Walton – Harry W. Shlaudeman – David Brinkley – Richard Petty – John W. Vessey – Elie Wiesel – Isaac Stern – Ieoh Ming Pei – Johnny Carson – Ella Fitzgerald – Audrey Hepburn
- 1993: Ronald Reagan* – Arthur Ashe (postum) – William Joseph Brennan – Marjory Stoneman Douglas – J. William Fulbright – Thurgood Marshall (postum) – Colin Powell* (nach 1991 zum zweiten Mal) – Joseph L. Rauh (postum) – Martha Raye – John Minor Wisdom
- 1994: Herbert Lawrence Block – César Chávez (postum) – Arthur Flemming – James P. Grant – Dorothy Height – Barbara Jordan – Lane Kirkland – Robert H. Michel – Sargent Shriver
- 1995: Peggy Charren – William Thaddeus Coleman – Joan Ganz Cooney – John Hope Franklin – A. Leon Higginbotham – Frank Minis Johnson – C. Everett Koop – Gaylord Nelson – Walter Reuther – James Rouse – William C. Velasquez (postum) – Lew Wasserman
- 1996: James Brady – Joseph Bernardin – Millard D. Fuller – David A. Hamburg – John H. Johnson – Eugene Lang – Jan Nowak-Jeziorański – Antonia Pantoja – Rosa Parks – Ginetta Sagan – Mo Udall
- 1997: Bob Dole – William Perry – John Shalikashvili
- 1998: Arnold Aronson – Brooke Astor – Robert Coles – James Farmer – Dante Fascell – Zachary Fisher – Frances Hesselbein – Fred Korematsu – Sol Linowitz – Wilma Mankiller – Margaret Murie – Mario G. Obledo – Elliot L. Richardson – David Rockefeller – Albert Shanker (postum) – Elmo R. Zumwalt
- 1999: Lloyd Bentsen – Edgar Miles Bronfman – Jimmy und Rosalynn Carter – Evelyn Dubrow – Isolina Ferré – Gerald Ford – Oliver Hill – Max Kampelman – Helmut Kohl – Edgar Wayburn – George J. Mitchell
- 2000: Aung San Suu Kyi – James E. Burke – John Chafee (postum) – Wesley Clark – William J. Crowe – Marian Wright Edelman – John Kenneth Galbraith (hatte 1946 die Medal of Freedom erhalten) – George G. Higgins – Jesse Jackson – Millie Jeffrey – Mathilde Krim – George McGovern – Cruz Reynoso – Gardner C. Taylor – Simon Wiesenthal – Daniel Patrick Moynihan
- 2001: keine Verleihung
- 2002: Hank Aaron – Bill Cosby – Plácido Domingo – Peter Drucker – Katharine Graham (postum) – Donald A. Henderson – Irving Kristol – Nelson Mandela – Gordon Moore – Nancy Reagan – Fred Rogers – Abraham Michael Rosenthal
- 2003: Jacques Barzun – Julia Child – Roberto Clemente (postum) – Van Cliburn – Václav Havel – Charlton Heston – Edward Teller – Dave Thomas – Byron White – James Q. Wilson – John Wooden – George Robertson
- 2004: Robert L. Bartley – Edward Brooke – Doris Day – Vartan Gregorian – Gilbert Melville Grosvenor – Gordon B. Hinckley – Johannes Paul II.* – Estée Lauder – Rita Moreno – Arnold Palmer – Arnall Patz – Norman Podhoretz – Walter Wriston – Paul Bremer – Tommy Franks – George Tenet
- 2005: Muhammad Ali – Carol Burnett – Vinton G. Cerf – Robert Conquest – Aretha Franklin – Alan Greenspan – Andy Griffith – Paul Harvey – Robert E. Kahn – Sonny Montgomery – Richard B. Myers – Jack Nicklaus – Frank Robinson – Paul Rusesabagina
- 2006: Ruth Johnson Colvin – Norman Francis – Paul Johnson – B. B. King – Joshua Lederberg – David McCullough – Norman Mineta – Buck O’Neil – William Safire – Natan Scharanski
- 2007: Gary Becker – Óscar Elías Biscet – Francis Collins – Benjamin Hooks – Brian Lamb – Harper Lee – Ellen Johnson Sirleaf – Henry Hyde
- 2008: Ben Carson – Anthony Fauci – Tom Lantos – Peter Pace – Donna Shalala – Laurence H. Silberman
- 2009:[5] Tony Blair – John Howard – Álvaro Uribe Vélez – Ryan Crocker – Nancy Brinker – Pedro José Greer – Stephen Hawking – Jack Kemp – Edward Kennedy – Billie Jean King – Joseph Lowery – Joseph Medicine Crow – Harvey Milk (postum) – Sandra Day O’Connor – Sidney Poitier – Chita Rivera – Mary Robinson – Janet Rowley – Desmond Tutu – Muhammad Yunus
- 2010: keine Verleihung
- 2011:[6] George Bush – Angela Merkel – John Lewis – John H. Adams – Maya Angelou – Warren Buffett – Jasper Johns – Gerda Weissmann-Klein – Tom Little (postum) – Yo-Yo Ma – Sylvia Mendez – Stan Musial – Bill Russell – Jean Kennedy Smith – John J. Sweeney – Robert Gates
- 2012:[7] Madeleine Albright – John Doar – Bob Dylan – William Foege – John Glenn – Gordon Hirabayashi – Dolores Huerta – Jan Karski (postum) – Juliette Gordon Low (postum) – Toni Morrison – Schimon Peres – John Paul Stevens – Pat Summitt
- 2013:[8] Ernie Banks – Ben Bradlee – Bill Clinton – Daniel Inouye (postum) – Daniel Kahneman – Richard Lugar – Loretta Lynn – Mario J. Molina – Sally Ride (postum) – Bayard Rustin – Arturo Sandoval – Dean Smith – Gloria Steinem – Cordy Tindell Vivian – Patricia Wald – Oprah Winfrey
- 2014:[9] Alvin Ailey (postum) – Isabel Allende – Tom Brokaw – James Earl Chaney, Andrew Goodman und Michael Schwerner (postum) – Mildred Dresselhaus – John Dingell – Ethel Kennedy – Suzan Shown Harjo – Abner J. Mikva – Patsy Mink (postum) – Edward R. Roybal (postum) – Charlie Sifford – Robert M. Solow – Meryl Streep – Marlo Thomas – Stevie Wonder
- 2015:[10] Yogi Berra (postum) – Bonnie Carroll – Shirley Chisholm (postum) – Emilio Estefan – Gloria Estefan – Billy Frank junior (postum) – Lee H. Hamilton – Katherine Johnson – Willie Mays – Barbara Mikulski – Itzhak Perlman – William Ruckelshaus – Steven Spielberg – Stephen Sondheim[11] – Barbra Streisand – James Taylor – Minoru Yasui (postum)
- 2016:[12] Kareem Abdul-Jabbar – Elouise P. Cobell (postum) – Ellen DeGeneres – Robert De Niro – Richard Garwin – Bill Gates und Melinda French Gates – Frank Gehry – Margaret Hamilton – Tom Hanks – Grace Hopper (postum) – Michael Jordan – Maya Ying Lin – Lorne Michaels – Newton N. Minow – Eduardo J. Padrón – Robert Redford – Diana Ross – Vin Scully – Bruce Springsteen – Cicely Tyson
- 2017: Joe Biden*[13]
- 2018:[14] Miriam Adelson – Orrin Hatch – Alan Page – Elvis Presley (postum) – Babe Ruth (postum) – Antonin Scalia (postum) – Roger Staubach
- 2019:[15] Tiger Woods – Arthur B. Laffer – Bob Cousy – Jerry West – Mariano Rivera – Edwin Meese – Roger Penske
- 2020: Rush Limbaugh[16] – Jim Ryun[17] – John M. Keane – Lou Holtz[18] – Dan Gable
- 2021: Annika Sörenstam[19] – Gary Player[19] – Babe Didrikson Zaharias (postum)[19] – Devin Nunes[20] – Jim Jordan[20]
- 2022:[21] Simone Biles – Sister Simone Campbell – Julieta García – Gabrielle Giffords – Fred Gray – Steve Jobs (postum) – Father Alexander Karloutsos – Khizr Khan – Sandra Lindsay – John McCain (postum) – Diane Nash – Megan Rapinoe – Alan Simpson – Richard Trumka (postum) – Wilma Vaught – Denzel Washington – Raúl Yzaguirre
- 2024:[22] Michael Bloomberg – Gregory J. Boyle – Jim Clyburn – Elizabeth Dole – Phil Donahue – Medgar Evers (postum) – Al Gore – Clarence B. Jones − John Kerry – Frank Lautenberg (postum) – Katie Ledecky – Opal Lee – Ellen Ochoa – Nancy Pelosi – Jane Rigby – Teresa Romero – Judy Shepard – Jens Stoltenberg – Jim Thorpe (postum) – Michelle Yeoh
- 2025:[23] José Andrés – Bono – Ashton Carter (postum) – Hillary Clinton – Michael J. Fox – Tim Gill – Jane Goodall – Fannie Lou Hamer (postum) – Magic Johnson – Robert F. Kennedy (postum) – Ralph Lauren – Lionel Messi – Bill Nye – George W. Romney (postum) – David Rubenstein – George Soros – George Stevens junior – Denzel Washington – Anna Wintour – Franziskus*[24]

## Ablehnungen
Lyndon B. Johnson wollte Jacqueline Kennedy Onassis mit der Presidential Medal of Freedom auszeichnen, was diese aber ablehnte. Ein Grund wurde von ihr nicht ausdrücklich genannt, aber es war bekannt, dass sie keine hohe Meinung von Johnson als Nachfolger ihres Mannes hatte und sie Einladungen mit gemeinsamen Auftritten ausschlug.
2021 lehnte Bill Belichick die Annahme ab, nachdem Donald Trump ihn vorschlug. Nach dem Sturm auf das Kapitol in Washington 2021 habe er beschlossen, auf die Ehre zu verzichten.